# Тихая ночь, смертельная ночь 3: Лучше поберегись!
«Тихая ночь, смертельная ночь 3: Лучше поберегись!» (англ. Silent Night, Deadly Night III: Better Watch Out!) — фильм ужасов 1989 года режиссёра Монте Хеллмана, второй сиквел к фильму «Тихая ночь, смертельная ночь».

## Сюжет
В первом фильме психически больной человек по имени Билли совершает серию убийств, одеваясь в костюм Санта-Клауса. В следующей части («Тихая ночь, смертельная ночь 2») Рики Калдвелл, младший брат Билли, также становится серийным убийцей, и в финале фильма его убивает полицейский.
В третьей части оказывается, что Рики (Билл Мосли) выжил, но несколько лет находится в коме. Доктор Ньюбари (Ричард Беймер) пытается использовать слепую девушку Лору Андерсон (Саманта Скалли), обладающую телепатическими способностями, для установления контакта с Рики. Лору забирает из больницы её брат Крис (Эрик Дар). Вместе с Джерри (Лаура Хэрринг), подругой Криса, они едут к бабушке Лоры и Криса, чтобы вместе встретить Рождество.
Рики приходит в себя, сбегает из больницы и отправляется по следам Лоры. По дороге он убивает нескольких людей, проникает в дом бабушки Лоры и убивает её. На поиски Рики отправляется доктор Ньюбари и детектив Коннели. Ньюбари, узнав, что Коннели не намерен брать Рики живым, первым появляется в доме, но тот убивает Ньюбари, затем Джерри и Криса. Рики преследует Лору, та вынуждена спрятаться в подвале. Она выключает свет и убивает Рики.

## В ролях
| Актёр            | Роль                      |
| ---------------- | ------------------------- |
| Саманта Скалли   | Лора                      |
| Билл Мосли       | Рики                      |
| Ричард Беймер    | доктор Ньюбари            |
| Эрик Дар         | Крис                      |
| Ричард Адамс     | Санта-Клаус               |
| Лаура Хэрринг    | Джерри                    |
| Роберт Калп      | лейтенант Коннели         |
| Мелисса Хеллман  | ассистент доктора Ньюбари |
| Ричард Гладштейн | детектив                  |
| Элизабет Хофман  | бабушка                   |
| Джим Лэдд        | диктор                    |

## Работа над фильмом
Монте Хеллман согласился режиссировать этот фильм, чтобы помочь своему близкому другу Артуру Горсону, но, как и в случае с двумя предыдущими фильмами, при условии полной переработки сценария. Горсон и Хеллман полностью изменили сюжет, черновой вариант сценария подготовил Рекс Уайнер, а Стивен Гайдос и дочь Монте Хеллмана Мелисса занимались доработкой диалогов. В качестве коллективного псевдонима был использован некий Карлос Лазло, именно он обозначен в титрах в качестве сценариста.
Съёмка заняла четыре недели в апреле 1989 года. Монтажом занимался Монте Хеллман, но в титрах указан Эд Ротковиц, бывший ассистентом продюсера и владевший одной из первых систем нелинейного монтажа.